# Дети в стране игрушек
«Дети в стране игрушек» (англ. Babes in Toyland; другое название — «Путешествие в сказку») — телефильм. Фильм можно смотреть детям любого возраста. Съёмки проходили в Мюнхене летом 1986 года.

## Сюжет
Одиннадцатилетняя Лиза Пипер (Дрю Бэрримор) заботится о родном брате и готовит для семьи, и поэтому у неё нет времени на игрушки. Во время рождественского сочельника Лиза попадает в Страну игрушек. Она прибывает как раз, когда Мэри Контрери (Джил Шоелен) выходит замуж за неприятного Барнаби Барнаклом (Ричард Маллиган), хотя любит она Нимбла (Киану Ривз). Лиза останавливает свадьбу.

## В ролях
- Дрю Бэрримор — Лиза Пипер
- Джил Шоелен — Мэри Контрери
- Ричард Маллиган — Барнаби Барнакл
- Киану Ривз — Нимбл